# Louis Halflants
Pour les articles homonymes, voir Halflants.
 (mai 2011).
Si vous disposez d'ouvrages ou d'articles de référence ou si vous connaissez des sites web de qualité traitant du thème abordé ici, merci de compléter l'article en donnant les références utiles à sa vérifiabilité et en les liant à la section « Notes et références ».
Louis Halflants est un peintre belge né à Tirlemont le 23 juillet 1898 et mort à Liège le 24 mai 1984. Sa carrière d'artiste débute durant la Première Guerre mondiale et inclut des sujets variés, notamment les portraits et la nature, traités à l'aquarelle, au crayon ou à l'huile. Élève de Mr et Mme van Humbeek, il sera aussi reporter-photographe. En 1924, il épouse Monique Ryelandt, fille du compositeur Joseph Ryelandt, notable brugeois. Le peintre garde une vision traditionnelle de son art et s'applique à restituer la réalité et la beauté, empreint d'un profond sentiment face à la bonté du Divin Créateur. La plupart de son œuvre reste méconnue, n'étant distribué que dans l'univers familial. On compte un petit millier de toiles, des centaines d'aquarelles et des milliers de dessins[réf. nécessaire]. Selon les époques, certains sujets ont été privilégiés par l'artiste.

## De Lubbeek à Héverlé
Les Halflants sont originaires de Tirlemont (Brabant flamand), lieu connu pour sa production sucrière dans laquelle la famille prendra une part d'activité. Le père du peintre, Alphonse, acquiert le notariat de Lubbeek en 1911. Le château de Gellenberg devient le cœur de nombreux évènements familiaux tandis que le notariat se transmet de père en fils. Louis s'inspire naturellement de ce lieu qui baigne son enfance et y produit ses premières œuvres. Son goût artistique l'éloigne du notariat. C'est son cadet (non moins artiste) qui succède dans la fonction.
Marié en 1924, Louis Halflants fait construire une maison à Oud-Heverlee, dotée d'un vaste atelier, et s'y installe peu après.

## Reporter photographe
Louis Halflants fut un grand passionné de photographie. On ne sait pas grand-chose de son activité de reporter indépendant dans les années 1930, une activité qu’il devait toutefois pratiquer avec un certain dilettantisme. Les sujets traitent de la nature, des arts, des activités humaines, des événements du moment. Seule l’exploration de ses négatifs pourra éclairer un jour cette facette de l’artiste. L'artiste photographie beaucoup ses enfants et petits-enfants. Jusqu’à sa mort, le labo photo qui occupe une pièce du grenier de la maison de l’artiste accueillera sur ses murs mansardés un grand pêle-mêle de photographies aux sujets nombreux, mais le peintre était déjà muni d’un matériel de photographe pendant la Première Guerre mondiale, et rapporta des images du front et surtout de ses camarades d’infortune.
L’œuvre peinte de Louis Halflants évolue au contact de la photographie : en avançant en âge, il privilégie le réalisme photographique de la peinture au point de s’éloigner des courants de son temps.

## Peintre de la Semois
Louis Halflants a été parfois qualifié de peintre des Ardennes, notamment dans la biographie que lui a consacré Pierre Ickx. L’amour de la nature et la beauté particulière des Ardennes belges, et surtout de la Semois, sont les raisons évidentes de l’intense activité du peintre dans cette région. Le beau-père du peintre tenait une belle demeure de campagne à Orchimont. Le village et ses environs ont été abondamment dépeints dans l’œuvre de l'artiste. Orchimont, lieu de séjour, est le point de départ pour l’exploration de toute la région.

## Un artiste en montagne
Louis Halflants a une passion pour la randonnée en montagne. Dans les années 1930, il se rend à plusieurs reprises dans les Pyrénées, les Alpes françaises, suisses ou autrichiennes, en compagnie de son oncle, le curé d’Esneux, Albert Simonis. En 1941, il se peint lui-même devant un décor de montagne. Dans ses vieux jours, le peintre retrouve les paysages de montagnes avec son épouse. Il affectionne les reliefs moins élevés, notamment les Pyrénées espagnoles. Le but est alors moins sportif que la communion avec la nature ; le peintre se charge de toiles de plus grand format et l’art est au centre du voyage. Le dernier voyage du peintre en montagne ne précède que de six mois son décès. Il y peint le Mont Blanc.

## Vacances à la mer
Louis Halflants a produit un grand nombre de marines et de scènes de plages. Dans les années 1930, les familles belges apprécient les séjours à la mer du Nord et envahissent Le Coq, La Panne, Middelkerke, Coxyde, Duinbergen, Wenduyne, etc. Il est à l'époque le témoin privilégié de cette nouvelle société de loisirs et de consommation. Le peintre apprécie aussi les côtes rocheuses de la Corse, dans les années 1920, et de la Bretagne, dans les années 1960 et 1970. Il s’y rend à plusieurs reprises.

## Les nus
Les nus occupent deux périodes distinctes dans l'activité artistique du peintre, une première dans les années 1920, une seconde dans les années 1940. Il s'agit essentiellement de nus féminins, quoiqu'il existe aussi quelques nus masculins et d'enfants. Les poses sont académiques, les techniques variées. Le peintre se rendait chez son ancien maître, l'artiste-peintre Pierre van Humbeek, pour y brosser ses modèles, bon nombre d'origine étrangère. En atelier, il produisait essentiellement des esquisses, voire des dessins moins sommaires ou des sanguines, qui étaient retravaillés et éventuellement mis en peinture par la suite. L'environnement catholique du peintre et une morale familiale quelque peu austère dissuaderont l'artiste de se perfectionner dans la technique du nu, qui reste une activité secondaire et peu connue de son art et dans laquelle il ne parviendra jamais à exceller.